# Pokorny József
Pokorny József, Pogány (Budapest, 1882. július 17. – Budapest, 1955. március 17.) válogatott labdarúgó, középcsatár. A Ferencváros első bajnoki gólkirálya volt. 1925-ben Budatétény városának adományozta telkét, ahol a kialakított sporttelepen 1925-ben megalakult a Budatétény SE. A sporttelep ma Pokorny József nevét viseli.

## Pályafutása

### Klubcsapatban
A Ferencvárosban 1901 és 1905 között összesen 72 mérkőzésen szerepelt (49 bajnoki, 13 nemzetközi, 10 hazai díjmérkőzés) és 62 gólt szerzett (43 bajnoki, 19 egyéb).

### A válogatottban
1902 és 1905 között 5 alkalommal szerepelt a válogatottban és 5 gólt szerzett.

## Sikerei, díjai

### Játékosként
- Magyar bajnokság
  - bajnok: 1903, 1905
  - 2.: 1902, 1904
  - 3.: 1901
  - gólkirály: 1904 (12 gól)
- Ezüstlabda
  - győztes: 1903, 1904

## Statisztika

### Mérkőzései a válogatottban
| Magyarország | Magyarország      | Magyarország                  | Magyarország | Magyarország | Magyarország | Magyarország | Magyarország | Magyarország |
| #            | Dátum             | Helyszín                      | Hazai        | Eredmény     | Vendég       | Kiírás       | Gólok        | Esemény      |
| ------------ | ----------------- | ----------------------------- | ------------ | ------------ | ------------ | ------------ | ------------ | ------------ |
| 1.           | 1902. október 12. | Bécs, WAC-pálya               | Ausztria     | 5 – 0        | Magyarország | barátságos   | -            |              |
| 2.           | 1903. június 11.  | Budapest, Margitszigeti pálya | Magyarország | 3 – 2        | Ausztria     | barátságos   | 2            | 24' 65'      |
| 3.           | 1904. június 2.   | Budapest, Millenáris-pálya    | Magyarország | 3 – 0        | Ausztria     | barátságos   | 1            | 24'          |
| 4.           | 1904. október 9.  | Bécs, Cricketer-pálya         | Ausztria     | 5 – 4        | Magyarország | barátságos   | 2            | 30' 42'      |
| 5.           | 1905. április 9.  | Budapest, Millenáris-pálya    | Magyarország | 0 – 0        | Ausztria     | barátságos   | -            |              |
|              | Összesen          |                               |              | 5            | mérkőzés     |              | 5            | gól          |